# 56P/Slaughter-Burnham
56P/Slaughter-Burnham, komet Jupiterove obitelji. Ime je dobio po Charlesu Slaughteru i Robertu Burnhamu.